# Mit Herz und Holly: Diagnose Neustart
Mit Herz und Holly: Diagnose Neustart ist ein deutscher Fernsehfilm aus dem Jahr 2023 und die Pilotfolge der im Rahmen der Herzkino-Reihe ausgestrahlten Arztserie Mit Herz und Holly. Die Erstausstrahlung erfolgte am 12. November 2023 im ZDF, nachdem der Film bereits eine Woche zuvor in der ZDFmediathek verfügbar war.
Die Dreharbeiten fanden vom 18. April bis 16. Juni 2023 in Tangermünde und Umgebung statt.

## Handlung
Die als Anästhesistin ausgebildete junge Medizinerin Dr. Holly Sass reist von Berlin nach Tangermünde, um die Spur ihrer leiblichen Mutter zu verfolgen. Bei der Besichtigung der Arztpraxis am Neustädter Tor, vor der sie 32 Jahre zuvor als Findelkind ausgesetzt wurde, lernt sie die gegenwärtige Besitzerin Dr. Katrin Herz kennen. Die überlastete Landärztin benötigt dringend Unterstützung bei der Versorgung der zahlreichen Patienten und erwartet hoffnungsvoll eine Bewerberin. Nachdem diese kurzfristig abgesagt hat, bietet Katrin Holly trotz fehlender Erfahrung einen Arbeitsvertrag an und erlaubt ihr im Gegenzug, mithilfe von Praxis-Assistent Dean Stöckritz das hauseigene Archiv für ihre Recherche zu benutzen.
Privat durchlebt die von Herzrhythmusstörungen geplagte Katrin eine schwierige Phase mit ihrem Ehemann Bernd, der als Musiklehrer tätig ist und seiner Frau zu mehr Gelassenheit rät. Folgerichtig planen beide einen gemeinsamen Urlaub in Norwegen, um ihre vom Arbeitsalltag beeinträchtigte Ehe zu beleben. Bernds unablässige Bemühungen, Katrin für die mehrwöchige Auszeit zu begeistern, enden jedoch erfolglos. Enttäuscht über die fehlende Bereitschaft seiner Frau, die Praxis zwischenzeitlich ihrer neuen Stellvertreterin zu überlassen, reist Bernd alleine ab.
Bei einem Besuch von Dr. Volker Wernitz in einem Pflegeheim, dem vorherigen Betreiber der Praxis, lernt Holly Emma Seefried kennen, die ihre seit einem Unfall im Wachkoma befindliche Mutter Christine pflegt. Doch in ihrem unerschütterlichen Glauben an eine Genesung stellt die hochbegabte Emma ihre eigenen Ambitionen zurück. In der gebuchten ländlichen Unterkunft trifft Holly auf ihren Vermieter, den Bootsbauer Gregor. Das Paar findet zueinander und kommt sich bald näher. Als sich herausstellt, dass Gregor Emmas Vater ist, wirft Holly ihm mangelndes Verantwortungsbewusstsein für seine Familie vor. Zu Unrecht beschuldigt, übernimmt Gregor eine Zeit lang die Betreuung von Christine, während Emma erfolgreich an einem Talentwettbewerb teilnimmt.
Unterdessen führt Katrin ihre Assistentin bei Visiten in der Umgebung in die Arbeit als Landärztin ein. Anne Cielinski, eine der Patientinnen, leidet nach ihrer Karriere als Leistungssportlerin an einer chronischen Arthritis im Handgelenk, ist aber auf die Arbeit als Barkeeperin im örtlichen Vereinsheim angewiesen. Im Gegensatz zu ihrer Chefin weigert sich die gewissenhafte Holly unter Verweis auf eine Studie, weiterhin starke Schmerzmittel zu verschreiben, und gerät dabei sowohl in Konflikt mit Katrin als auch mit Anne. Obwohl die ehemalige Ruderin als potenzielle Mutter infrage kommt, stößt Holly bei ihren Nachforschungen auf deren Widerstand. Erst nachdem die Suchtgefährdete mit einem Magendurchbruch in ein Krankenhaus eingeliefert wird, erfährt Holly, dass Anne seinerzeit einen Schwangerschaftsabbruch veranlasst hatte und in der Folge keine Kinder mehr bekommen konnte.

## Rezeption

### Kritiken
Tilmann P. Gangloff urteilte bei Tittelbach.tv in der Zusammenfassung: „Das Potenzial der neuen ZDF-„Herzkino“-Reihe ist offenkundig. […] Teil eins ist mit seiner ausgeprägten Orientierung an den Gegebenheiten des Sendeplatzes etwas schematisch ausgefallen […]. Das Titelduo funktioniert prima, die Nebenfiguren sind allesamt ansprechend besetzt. Die Geschichte kann gern weitergehen.“ Ferner führte er aus, dass die zwei Hauptfiguren eine reizvolle Kombination darstellten, da der Kontrast nicht nur aus dem unterschiedlichen Alter, sondern vor allem aus den gegensätzlichen Naturellen resultiere. Das Drehbuch spiele die beiden Frauen jedoch erfreulicherweise nicht gegeneinander aus. Buch und Regie nutzten in der Charakterisierung der Holly das Stadt/Land-Gefälle aus. Von den typischen Backsteinbauten könne die Kamera gar nicht genug bekommen.
Oliver Armknecht zog auf film-rezensionen.de mit fünf von zehn Punkten ein durchschnittliches Fazit: „Schon wieder eine Arztserie, die in der Provinz spielt? „Mit Herz und Holly: Diagnose Neustart“ setzt auf die typische Herzkino-Mischung aus ländlicher Idylle und Drama, wenn eine Ärztin ihre unbekannte Mutter sucht. Das ist nichts Besonderes. Es gab aber auch schon Schlimmeres am Sonntagabend.“ Darüber hinaus sah er hinsichtlich der Handlung Parallelen zur anderen Herzkino-Serie Dr. Nice. Das Ganze sei nett, aber auch ein bisschen langweilig, da man auf jede Form der Komik verzichtet habe. Die Auftaktfolge habe es nicht ganz so mit dem Alltag, man hätte sie ein bisschen lebensnaher gestalten können. Es fehle etwas, das einen dazu verleiten würde, unbedingt beim nächsten Mal wieder einzuschalten. Gerade Holly sei ein bisschen fad, da fehlten bislang die Ecken und Kanten. Dafür habe der Film ein paar nette Aufnahmen von der Provinz. Das Ensemble erledige seine Aufgaben ganz ordentlich.
Die Fernsehzeitschrift TV Spielfilm vergab eine neutrale Wertung (Daumen mittig): „Tut nicht weh, kickt aber auch nicht wirklich.“

### Einschaltquoten
Die Erstausstrahlung am 12. November 2023 wurde in Deutschland von 4,23 Millionen Zuschauern (0,36 Millionen Jüngere) gesehen und erreichte einen Marktanteil von 14,4 Prozent (5,4 Prozent).